# Nokia 6233
Nokia 6233 — телефон від компанії Nokia. Nokia 6233 — апарат, призначений для роботи в мережах третього покоління, і підтримує різноманітні мультимедійні сервіси. Наступник телефону Nokia 6230i. Телефон Nokia 6233 добре підходить як для роботи, так і для відпочинку. Компактний і витончений мобільний пристрій зі вставками з міцної нержавіючої сталі — ідеальний баланс ділових і розважальних функцій. Миттєвий доступ до інформації в будь-який час з використанням широкосмугового мобільного підключення. Високоякісне звучання стереодинаміків з підтримкою об'ємного 3D-звучання. 6 МБ вбудованої пам'яті + підтримка карт пам'яті microSD для зберігання відео, зображень і повідомлень. 2-мегапіксельна камера з 8-кратним поступовим цифровим зумом і режимом горизонтальної орієнтації. Стерео-FM-радіо і музичний програвач. Покращений Java-клієнт електронної пошти для простої передачі інформації. Спам-фільтр для видалення непотрібної реклами. Передача і запис відео, потокове відео. Використання як мелодій виклику відеороликів, а також мелодій у форматах MP3, eACC + і 64-бітових поліфонічних мелодій виклику.

## Особливості
Телефон має два стереодинаміки з об'ємним звуком. Він підтримує різні музичні формати, включаючи файли AAC, MP3 і WMA . Остання прошивка версії 5.60. Він має камеру, яка може робити фотографії з роздільною здатністю 2 мегапікселі (1200 x 1600) і відео з роздільною здатністю VGA (640 x 480), а також відтворювати MP3, Bluetooth, інфрачервоний порт, радіо, ігри та доступ до Інтернету.

## Nokia 6233 Music Edition
Спеціальна біла версія Nokia 6233 під назвою «Music Edition» продавалася в Азіатсько-Тихоокеанському регіоні. Він підтримує профіль Bluetooth A2DP, тобто він сумісний зі стереогарнітурами Bluetooth, забезпечуючи кращу точність звуку. Це видання продавалося з більшою карткою MicroSD (512 МБ замість 64 МБ) і док-станцією з динаміком із USB-підключенням до ПК.

## Nokia 6234
Nokia 6234 схожий на Nokia 6233, але був доступний виключно для абонентів Vodafone. Однак його можна розблокувати для використання в інших мережах. Він відрізняється від 6233 передньою кришкою з нержавіючої сталі, логотипами Vodafone і фірмовим програмним забезпеченням Vodafone.

## Технічні характеристики
| Особливість                          | Специфікація                                                             |
| ------------------------------------ | ------------------------------------------------------------------------ |
| Акумулятор                           | Акумулятор Nokia BP-6M-S                                                 |
| Час розмови                          | GSM: до 4 годин, WCDMA: до 3,1 години                                    |
| Час очікування                       | 340 годин (2 тижні)                                                      |
| вага                                 | 110 г                                                                    |
| Розміри                              | 108 x 46 x 18 мм                                                         |
| Розмір екрану                        | Діагональ 2 дюйми (51 мм), 31 х 41 мм                                    |
| Розширення екрану                    | QVGA 262 144 кольорових TFT LCD, роздільна здатність 240x320 пікселів    |
| Доступність                          | поточний                                                                 |
| Форм-фактор                          | Моноблок                                                                 |
| Операційна система                   | Серія 40, третє видання                                                  |
| GSM частоти                          | GSM 900/1800/1900 МГц, WCDMA 2100 МГц                                    |
| GPRS                                 | Клас 10 32-48 кбіт/с                                                     |
| EDGE (EGPRS)                         | Клас 10 236,8 кбіт/с                                                     |
| 3G                                   | 384 кбіт/с.                                                              |
| WLAN                                 | Немає                                                                    |
| Камера                               | Роздільна здатність 2 мегапікселі, 8-кратне цифрове збільшення           |
| Відеозапис                           | VGA 640*480 @ 15fps                                                      |
| Обмін мультимедійними повідомленнями | SMS, MMS+SMIL, IM та електронна пошта                                    |
| Натисніть щоб говорити               | Push to Talk через стільниковий зв'язок - PoC                            |
| Підтримка Java                       | MIDP 2.0                                                                 |
| Вбудована внутрішня пам'ять          | 6 Мб                                                                     |
| Слот для карти пам'яті               | MicroSD до 2 Гб                                                          |
| Bluetooth                            | v2.0 із покращеною швидкістю передачі даних                              |
| Інфрачервоний промінь                | 1 клас                                                                   |
| Браузер                              | WAP 2.0 XHTML                                                            |
| Музичний програвач                   | Стерео                                                                   |
| Радіо                                | Стерео                                                                   |
| Відеоплеєр                           | Відтворює 3GP і MP4 (без потокового передавання)                         |
| Стереодинаміки                       | 2                                                                        |
| Поліфонічні тони                     | 64-тональна поліфонія, файли MP3/AAC використовуються як мелодія дзвінка |
| Синхронізація                        | Nokia PC Suite і SyncML                                                  |

## Прийом
Know Your Mobile дав позитивну оцінку телефону, сказавши, що це «чудовий телефон 3G, який повинен сподобатися користувачам бізнес-телефонів».